# 科唐坦半島
科唐坦（法語： [kɔtɑ̃tɛ̃]；諾曼語： [kotɑ̃ˈtẽ] ⓘ），法國西北岸半島，位處诺曼底大区芒什省，臨英吉利海峡。